# 漢密爾頓冰川
82°40′S 160°15′E / 82.667°S 160.250°E
漢密爾頓冰川是南極洲的冰川，位於沙克爾頓海岸，全長22公里，流經伊麗莎白女王嶺的馬卡姆高原西北坡，最終注入尼姆羅德冰川，由新西蘭的探險隊命名。